# Лауреати Державної премії України в галузі науки і техніки (1971)
Державна премія України в галузі науки і техніки — лауреати 1971 року.
На підставі подання Комітету з Державних премій України в галузі науки і техніки Центральний Комітет Компартії України і Рада Міністрів Української РСР видали Постанову № 565 від 21 грудня 1971 р. «Про присудження Державних премій України в галузі науки і техніки 1971 року»

## Лауреати Державної премії України в галузі науки і техніки 1971 року
| Премійована робота | Лауреати                         | Коротко про лауреата |
| --- | -------------------------------- | --- |
| Відкриття, теоретичне і експериментальне дослідження проміжного стану в антиферомагнетиках                                                      | Ковнер Світлана Миколаївна       | керівник сектора Донецького фізико-технічного Інституту Академії наук УРСР |
| Відкриття, теоретичне і експериментальне дослідження проміжного стану в антиферомагнетиках                                                      | Галкін Олександр Олександрович   | академік АН УРСР, директор Донецького фізико-технічного Інституту Академії наук УРСР                                                                                                   |
| Відкриття, теоретичне і експериментальне дослідження проміжного стану в антиферомагнетиках                                                      | Фрідман Віталій Мойсейович       | молодший науковий співробітник Фізико-технічного інституту низьких температур Академії наук УРСР                                                                                       |
| Відкриття, теоретичне і експериментальне дослідження проміжного стану в антиферомагнетиках                                                      | Дудко Костянтин Львович          | старший інженер Фізико-технічного інституту низьких температур Академії наук УРСР |
| Відкриття, теоретичне і експериментальне дослідження проміжного стану в антиферомагнетиках                                                      | Попов Валерій Олександрович      | кандидат фізико-математичних наук, старший науковий співробітник Фізико-технічного інституту низьких температур Академії наук УРСР                                                     |
| Відкриття, теоретичне і експериментальне дослідження проміжного стану в антиферомагнетиках                                                      | Єременко Віктор Валентинович     | доктор фізико-математичних наук, професор, заступник директора Фізико-технічного інституту низьких температур Академії наук УРСР                                                       |
| Відкриття, теоретичне і експериментальне дослідження проміжного стану в антиферомагнетиках                                                      | Стефановський Євген Петрович     | молодший науковий співробітник Фізико-технічного інституту Академії наук УРСР |
| Відкриття, теоретичне і експериментальне дослідження проміжного стану в антиферомагнетиках                                                      | Боровик Андрій Євгенович         | кандидат фізико-математичних наук, молодший науковий співробітник Фізико-технічного інституту Академії наук УРСР                                                                       |
| Відкриття, теоретичне і експериментальне дослідження проміжного стану в антиферомагнетиках                                                      | Бар'яхтар Віктор Григорович      | доктор фізико-математичних наук, професор, завідувач лабораторії Фізико-технічного інституту Академії наук УРСР                                                                        |
| Докорінне вдосконалення технології холодної листової штамповки деталей і її впровадження на автомобільних заводах СРСР                          | Слонімський Оскар Григорович     | заступник начальника відділу Московського автомобільного заводу імені Ленінського комсомолу                                                                                            |
| Докорінне вдосконалення технології холодної листової штамповки деталей і її впровадження на автомобільних заводах СРСР                          | Коломников Валентин Петрович     | директор Московського автомобільного заводу імені Ленінського комсомолу |
| Докорінне вдосконалення технології холодної листової штамповки деталей і її впровадження на автомобільних заводах СРСР                          | Фурманов Юрій Олександрович      | заступник начальника пресового корпусу Запорізького автомобільного заводу «Комунар» |
| Докорінне вдосконалення технології холодної листової штамповки деталей і її впровадження на автомобільних заводах СРСР                          | Сєріков Сергій Олександрович     | директор Запорізького автомобільного заводу «Комунар» |
| Докорінне вдосконалення технології холодної листової штамповки деталей і її впровадження на автомобільних заводах СРСР                          | Єршов Володимир Іванович         | головний технолог пресово-кузовного виробництва, працівник Міністерства автомобільної промисловості                                                                                    |
| Докорінне вдосконалення технології холодної листової штамповки деталей і її впровадження на автомобільних заводах СРСР                          | Троїцький Борис Миколайович      | начальник Головного управління з виробництва легкових автомобілів і автобусів |
| Докорінне вдосконалення технології холодної листової штамповки деталей і її впровадження на автомобільних заводах СРСР                          | Білий Євген Тимофійович          | старший інженер Запорізького машинобудівного інституту імені Власа Чубаря |
| Докорінне вдосконалення технології холодної листової штамповки деталей і її впровадження на автомобільних заводах СРСР                          | Живов Лев Іванович               | кандидат технічних наук, доцент, завідувач кафедри Запорізького машинобудівного інституту імені Власа Чубаря                                                                           |
| Докорінне вдосконалення технології холодної листової штамповки деталей і її впровадження на автомобільних заводах СРСР                          | Юдович Симон Захарович           | кандидат технічних наук, доцент Запорізького машинобудівного інституту імені Власа Чубаря                                                                                              |
| Докорінне вдосконалення технології холодної листової штамповки деталей і її впровадження на автомобільних заводах СРСР                          | Михайлов Павло Андрійович        | кандидат технічних наук, доцент, ректор Запорізького машинобудівного інституту імені Власа Чубаря                                                                                      |
| Дослідження в галузі української лексикології та лексикографії, що завершились створенням російсько-українського словника в трьох томах         | Рильський Максим Тадейович       | академік (посмертно) |
| Дослідження в галузі української лексикології та лексикографії, що завершились створенням російсько-українського словника в трьох томах         | Коробчинська Любов Андріївна     | кандидат філологічних наук, старший науковий співробітник Інституту історії партії ЦК КП України — філіалу Інституту марксизму-ленінізму при ЦК КПРС                                   |
| Дослідження в галузі української лексикології та лексикографії, що завершились створенням російсько-українського словника в трьох томах         | Пилинський Микола Миколайович    | кандидат філологічних наук, старший науковий співробітник Інституту мовознавства імені О. О. Потебні Академії наук УРСР                                                                |
| Дослідження в галузі української лексикології та лексикографії, що завершились створенням російсько-українського словника в трьох томах         | Головащук Сергій Іванович        | кандидат філологічних наук, старший науковий співробітник Інституту мовознавства імені О. О. Потебні Академії наук УРСР                                                                |
| Дослідження в галузі української лексикології та лексикографії, що завершились створенням російсько-українського словника в трьох томах         | Паламарчук Леонід Сидорович      | кандидат філологічних наук, старший науковий співробітник, завідувач відділу Інституту мовознавства імені О. О. Потебні Академії наук УРСР                                             |
| Дослідження в галузі української лексикології та лексикографії, що завершились створенням російсько-українського словника в трьох томах         | Білодід Іван Костянтинович       | академік АН УРСР, директор Інституту мовознавства імені О. О. Потебні Академії наук УРСР, керівник роботи                                                                              |
| Обґрунтування пошуків та відкриття нафтових і газових родовищ на великих глибинах у Дніпровсько-Донецькій западині та Передкарпатському прогині | Недзельський Денис Єфремович     | головний геолог Красногвардійської експедиції тресту «Харківнафтогазрозвідка» |
| Обґрунтування пошуків та відкриття нафтових і газових родовищ на великих глибинах у Дніпровсько-Донецькій западині та Передкарпатському прогині | Турчаненко Микола Тимофійович    | головний інженер тресту «Укргеофізрозвідка» |
| Обґрунтування пошуків та відкриття нафтових і газових родовищ на великих глибинах у Дніпровсько-Донецькій западині та Передкарпатському прогині | Тхоржевський Станіслав Антонович | кандидат геолого-мінералогічних наук, головний геолог Казахського виробничого геологічного управління по нафті і газу                                                                  |
| Обґрунтування пошуків та відкриття нафтових і газових родовищ на великих глибинах у Дніпровсько-Донецькій западині та Передкарпатському прогині | Чирвінська Марина Володимирівна  | кандидат геолого-мінералогічних наук, головний геолог тресту «Укргеофізрозвідка» |
| Обґрунтування пошуків та відкриття нафтових і газових родовищ на великих глибинах у Дніпровсько-Донецькій западині та Передкарпатському прогині | М'ясніков Владлен Іванович       | головний геолог тресту «Полтаванафтогазрозвідка» |
| Обґрунтування пошуків та відкриття нафтових і газових родовищ на великих глибинах у Дніпровсько-Донецькій западині та Передкарпатському прогині | Ткачишин Степан Васильович       | головний геолог тресту «Чернігівнафтогазрозвідка» |
| Обґрунтування пошуків та відкриття нафтових і газових родовищ на великих глибинах у Дніпровсько-Донецькій западині та Передкарпатському прогині | Шакін Віктор Олександрович       | кандидат геолого-мінералогічних наук, директор Українського науково-дослідного геологорозвідувального інституту                                                                        |
| Обґрунтування пошуків та відкриття нафтових і газових родовищ на великих глибинах у Дніпровсько-Донецькій западині та Передкарпатському прогині | Порфир'єв Володимир Борисович    | академік АН УРСР, завідувач відділу Інституту геологічних наук Академії наук УРСР |
| Обґрунтування пошуків та відкриття нафтових і газових родовищ на великих глибинах у Дніпровсько-Донецькій западині та Передкарпатському прогині | Доленко Григорій Назарович       | член-кореспондент АН УРСР, директор Інституту геології і геохімії горючих копалин Академії наук УРСР                                                                                   |
| Обґрунтування пошуків та відкриття нафтових і газових родовищ на великих глибинах у Дніпровсько-Донецькій западині та Передкарпатському прогині | Вітрик Сергій Петрович           | начальник Головнафтогазрозвідки Міністерства геології УРСР |
| Розробка технології та комплексу машин для потокового збирання зернових і зернобобових культур з одночасним подрібненням та скиртуванням соломи | Діденко Олександр Маркович       | кандидат технічних наук, заступник головного конструктора Державного спеціалізованого конструкторського бюро по двигунах середньої потужності                                          |
| Розробка технології та комплексу машин для потокового збирання зернових і зернобобових культур з одночасним подрібненням та скиртуванням соломи | Семененко Гнат Харитонович       | колишній працівник Запорізького державного спеціального проектного конструкторсько-технологічного бюро                                                                                 |
| Розробка технології та комплексу машин для потокового збирання зернових і зернобобових культур з одночасним подрібненням та скиртуванням соломи | Останкович Борис Федорович       | колишній працівник Запорізького державного спеціального проектного конструкторсько-технологічного бюро                                                                                 |
| Розробка технології та комплексу машин для потокового збирання зернових і зернобобових культур з одночасним подрібненням та скиртуванням соломи | Курилов Олексій Петрович         | начальник відділу Запорізького державного спеціального проектного конструкторсько-технологічного бюро                                                                                  |
| Розробка технології та комплексу машин для потокового збирання зернових і зернобобових культур з одночасним подрібненням та скиртуванням соломи | Євхута Олександр Антонович       | начальник відділу Запорізького державного спеціального проектного конструкторсько-технологічного бюро                                                                                  |
| Розробка технології та комплексу машин для потокового збирання зернових і зернобобових культур з одночасним подрібненням та скиртуванням соломи | Федотов Микола Михайлович        | головний конструктор Запорізького державного спеціального проектного конструкторсько-технологічного бюро                                                                               |
| Розробка технології та комплексу машин для потокового збирання зернових і зернобобових культур з одночасним подрібненням та скиртуванням соломи | Нікітенко Іван Трифонович        | кандидат сільськогосподарських наук, колишній працівник, старший науковий співробітник Українського науково-дослідного інституту механізації та електрифікації сільського господарства |
| Розробка технології та комплексу машин для потокового збирання зернових і зернобобових культур з одночасним подрібненням та скиртуванням соломи | Шидловський Юрій Маркович        | кандидат технічних наук, старший науковий співробітник Українського науково-дослідного інституту механізації та електрифікації сільського господарства                                 |
| Розробка технології та комплексу машин для потокового збирання зернових і зернобобових культур з одночасним подрібненням та скиртуванням соломи | Каплін Ігор Миколайович          | старший науковий співробітник Українського науково-дослідного інституту механізації та електрифікації сільського господарства                                                          |
| Розробка технології та комплексу машин для потокового збирання зернових і зернобобових культур з одночасним подрібненням та скиртуванням соломи | Галенко Михайло Давидович        | завідувач відділу Українського науково-дослідного інституту механізації та електрифікації сільського господарства                                                                      |
| Створення і впровадження в промисловість комплексів машин та механізмів з підготовки металевої шихти для металургійних печей                    | Рябінкін Володимир Васильович    | директор Костянтинівського заводу «Вторчормет» |
| Створення і впровадження в промисловість комплексів машин та механізмів з підготовки металевої шихти для металургійних печей                    | Скринченко Герман Іванович       | слюсар Дніпропетровського заводу «Вторчормет» |
| Створення і впровадження в промисловість комплексів машин та механізмів з підготовки металевої шихти для металургійних печей                    | Солок Михайло Леонтійович        | начальник відділу Дніпропетровського заводу «Вторчормет» |
| Створення і впровадження в промисловість комплексів машин та механізмів з підготовки металевої шихти для металургійних печей                    | Косенко Віктор Іванович          | директор Дніпропетровського заводу «Вторчормет» |
| Створення і впровадження в промисловість комплексів машин та механізмів з підготовки металевої шихти для металургійних печей                    | Масенко Михайло Васильович       | начальник цеху Дніпропетровського заводу «Вторчормет» |
| Створення і впровадження в промисловість комплексів машин та механізмів з підготовки металевої шихти для металургійних печей                    | Чукмасов Сергій Федорович        | доктор технічних наук, професор |
| Створення і впровадження в промисловість комплексів машин та механізмів з підготовки металевої шихти для металургійних печей                    | Пузирков Павло Іванович          | кандидат технічних наук, доцент, працівник Дніпропетровського металургійного інституту                                                                                                 |
| Створення і впровадження в промисловість комплексів машин та механізмів з підготовки металевої шихти для металургійних печей                    | Зазимко Анатолій Іванович        | кандидат технічних наук, доцент, працівник Дніпропетровського металургійного інституту                                                                                                 |
| Створення і впровадження в промисловість комплексів машин та механізмів з підготовки металевої шихти для металургійних печей                    | Головський Людвиг Петрович       | кандидат технічних наук, доцент, працівник Дніпропетровського металургійного інституту                                                                                                 |
| Створення і впровадження в промисловість комплексів машин та механізмів з підготовки металевої шихти для металургійних печей                    | Щепанський Володимир Миколайович | начальник виробничого об'єднання «Укрвторчормет» при Міністерстві чорної металургії УРСР                                                                                               |
| Цикл робіт з термопружності | Коваленко Анатолій Дмитрович     | академік АН УРСР, завідувач відділу Інституту механіки Академії наук УРСР |
| Цикл робіт з дослідження радіовипромінювання широких атмосферних злив (ШАЗ) космічних променів                                                  | Атрашкевич Володимир Борисович   | старший інженер Московського державного університету імені М. В. Ломоносова |
| Цикл робіт з дослідження радіовипромінювання широких атмосферних злив (ШАЗ) космічних променів                                                  | Аскар'ян Гурген Ашотович         | кандидат фізико-математичних наук, старший науковий співробітник Фізичного інституту імені П. М. Лебедєва Академії наук СРСР                                                           |
| Цикл робіт з дослідження радіовипромінювання широких атмосферних злив (ШАЗ) космічних променів                                                  | Христиансен Георгій Борисович    | доктор фізико-математичних наук, професор Московського державного університету імені М. В. Ломоносова                                                                                  |
| Цикл робіт з дослідження радіовипромінювання широких атмосферних злив (ШАЗ) космічних променів                                                  | Шматко Євген Степанович          | старший науковий співробітник Харківського державного університету імені О. М. Горького                                                                                                |
| Цикл робіт з дослідження радіовипромінювання широких атмосферних злив (ШАЗ) космічних променів                                                  | Воловик Валентин Дмитрович       | кандидат фізико-математичних наук, доцент Харківського державного університету імені О. М. Горького                                                                                    |
| Цикл робіт з дослідження радіовипромінювання широких атмосферних злив (ШАЗ) космічних променів                                                  | Залюбовський Ілля Іванович       | доктор фізико-математичних наук, професор, завідувач кафедри Харківського державного університету імені О. М. Горького, керівник роботи                                                |
| Шеститомна праця «Історія українського мистецтва»                                                                                               | Заболотний Володимир Гнатович    | доктор архітектури |
| Шеститомна праця «Історія українського мистецтва»                                                                                               | Затенацький Яків Павлович        | доктор мистецтвознавства |
| Шеститомна праця «Історія українського мистецтва»                                                                                               | Жолтовський Павло Миколайович    | кандидат мистецтвознавства, старший науковий співробітник, завідувач відділу Державного музею етнографії та художнього промислу Академії наук УРСР                                     |
| Шеститомна праця «Історія українського мистецтва»                                                                                               | Нельговський Юрій Панасович      | кандидат архітектури, завідувач сектору Науково-дослідного інституту теорії, історії та перспективних проблем радянської архітектури в Києві                                           |
| Шеститомна праця «Історія українського мистецтва»                                                                                               | Головко Григорій Володимирович   | директор Науково-дослідного інституту теорії, історії та перспективних проблем радянської архітектури в Києві                                                                          |
| Шеститомна праця «Історія українського мистецтва»                                                                                               | Афанасьєв Василь Андрійович      | кандидат мистецтвознавства, старший науковий співробітник Інституту мистецтвознавства, фольклору і етнографії імені Максима Рильського Академії наук УРСР                              |
| Шеститомна праця «Історія українського мистецтва»                                                                                               | Асєєв Юрій Сергійович            | кандидат архітектури, доцент, завідувач кафедри Київського державного художнього інституту                                                                                             |
| Шеститомна праця «Історія українського мистецтва»                                                                                               | Турченко Юрій Якович             | доктор мистецтвознавства, професор, завідувач відділу Інституту мистецтвознавства, фольклору і етнографії імені Максима Рильського Академії наук УРСР                                  |
| Шеститомна праця «Історія українського мистецтва»                                                                                               | Касіян Василь Ілліч              | дійсний член Академії мистецтв СРСР, професор, завідувач кафедри Київського державного художнього інституту                                                                            |
| Шеститомна праця «Історія українського мистецтва»                                                                                               | Бажан Микола Платонович          | академік АН УРСР, керівник роботи |